# 原山市民プール
原山市民プール（はらやましみんプール）は、埼玉県さいたま市緑区原山にある市営のプール施設である。浦和市営で開業し、現在はさいたま市が運営する。

## 概要
現在の所在地には、元々は日本マタイ株式会社の埼玉工場が1956年より稼働しており、1969年に同社が『マタイランド』という名称でプールを開設、営業していた（同時にボウリング場の『浦和マタイボウル』も開設、営業していたが、1975年に閉鎖された）。1978年に同工場が久喜菖蒲工業団地へ移転することに伴い、マタイは敷地を日本住宅公団に売却して分譲団地（浦和パークハイツ）とする計画を明らかにした。これに伴いマタイランドも閉鎖されたが、当時、浦和市によって最初に開業（1971年）した沼影市民プールが公立プールであるにもかかわらず、同じ公立プール（埼玉県営）のさいたま水上公園にも引けを取らない十数万人の利用者が来園するほどの人気があるなど、「海なし埼玉県」においてプールの需要は高く、近隣住民から存在の要望も高かったことから、市は住宅公団と交渉して計画の見直しを行い、公団からプール（公共施設の建設用地も含む）を買い取り、市民プールとして再整備した。古くから住む一部の近隣住民からは、以前の通称である『マタイプール』と呼ぶ者がいる。管理棟の1階には、緑区役所の出張所となる「原山市民の窓口」、敷地の南側に取得した用地には原山公民館を移転して設置している。
規模はやや小さいものの、スライダープールなどがあり、沼影市民プール同様多数の利用者がある。さいたま市誕生後はさいたま市の管理となっている。
さいたま市の方針では沼影でのプール整備後廃止し、公園などにすることを検討している。

## 歴史
- 1979年（昭和54年）7月 - 原山市民プールが開業。
- 1988年（昭和63年）7月 - 全面改装。
- 1996年（平成8年） - 管理棟に原山市民の窓口を設置（原山公民館内にあった浦和市役所原山連絡所を移転）。

## プールのデータ
- 敷地面積 - 7,916.88平方メートル
- 駐車場 - なし
- 駐輪場 - 300台
- 流水プール
- 25mプール
- スライダープール
- こどもプール
- 幼児プール

## 所在地
- 埼玉県さいたま市緑区原山2-33-7

## アクセス
- JR浦和駅東口から国際興業バスさいたま市立病院経由南台行き乗車、浦和パークハイツ下車徒歩3分。東浦和駅行き乗車、北原山下車徒歩7分。